# Astomiopsis
Astomiopsis là một chi rêu trong họ Ditrichaceae.